# حزب اصلاحات ایالات متحده آمریکا
حزب اصلاحات ایالات متحده آمریکا (به انگلیسی: Reform Party of the United States of America (RPUSA))، یک حزب سیاسی در ایالات متحده که در تاریخ ۱۹۹۵ توسط راس پرو تأسیس شده است.
پرو با دریافت ۱۸٫۹ درصد از آرای مردمی به عنوان یک نامزد مستقل در انتخابات ریاست جمهوری سال ۱۹۹۲ شرکت کرد. و در انتخابات ریاست جمهوری ۱۹۹۶ نیز شرکت داشت. پرو ادعا می‌کرد که یک جایگزین ماندگار برای جمهوری خواهان و دموکرات‌ها می‌باشد در نتیجه حزب ریفورم را تأسیس کرد.